# بوخكيرشن
بوخكيرشن (بالألمانية: Buchkirchen) هي بلدية في منطقة ويلس لاند في ولاية النمسا العليا.